# Österreichisches Studienzentrum für Frieden und Konfliktlösung

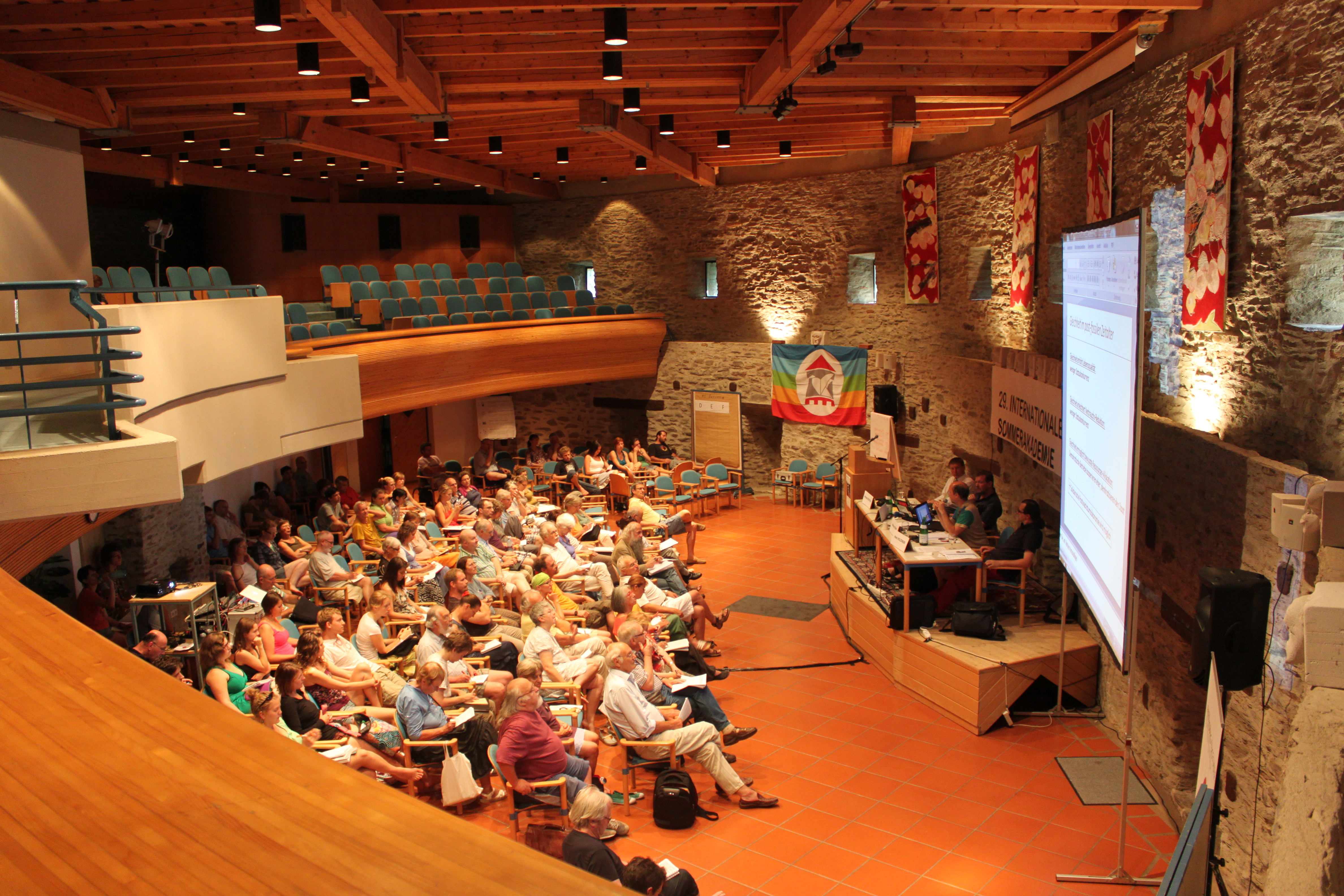
29. Internationale Sommerakademie 2012 in der Burg Schlaining

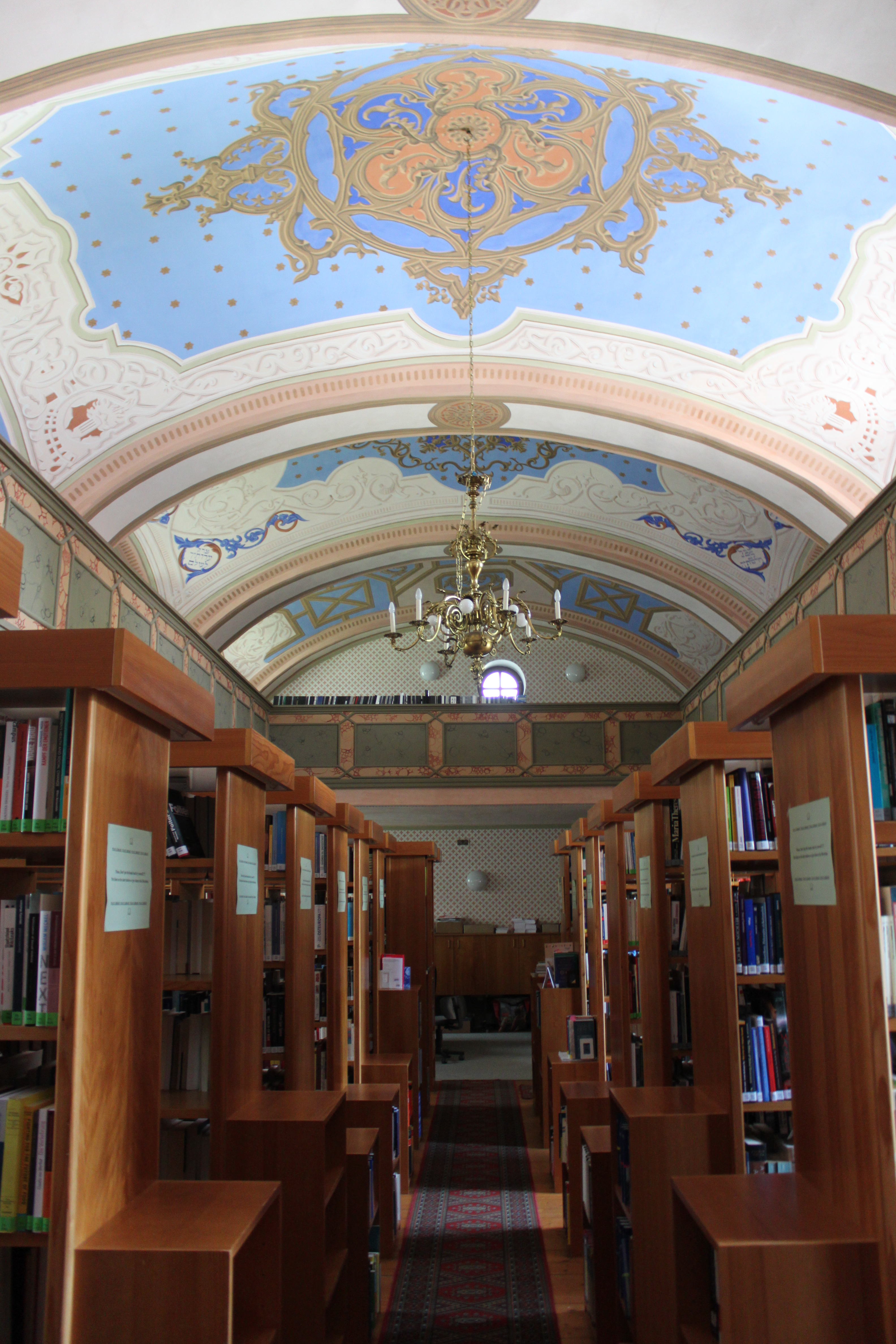
Friedensbibliothek in der Synagoge Stadtschlaining

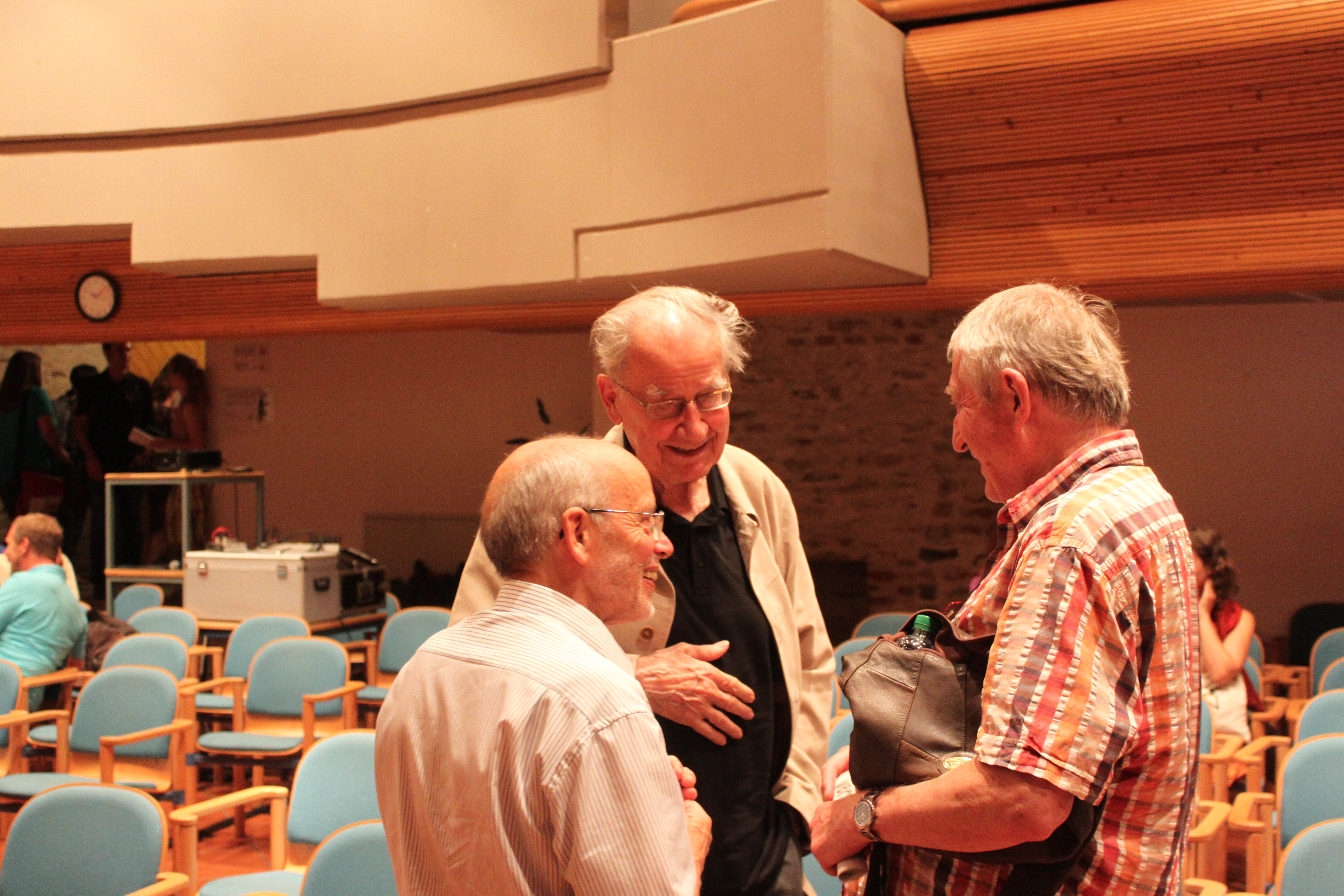
Gründer Gerald Mader im Gespräch mit Reiner Steinweg und Konrad Tempel (2012)

Das Österreichische Studienzentrum für Frieden und Konfliktlösung (kurz ÖSFK; englisch Austrian Study Centre for Peace and Conflict Resolution, kurz ASPR) ist eine private und gemeinnützige Forschungseinrichtung, die im Bereich der Friedensforschung und der Förderung von friedlichen Konfliktlösungen tätig ist. Es hat seinen Sitz auf der Burg Schlaining im Burgenland.

## Geschichte
Das ASPR wurde 1982 vom burgenländischen Landesrat Gerald Mader in Stadtschlaining gegründet, wo es seinen Sitz auf Burg Schlaining hat.
In den ersten 10 Jahren seines Bestehens war das ASPR vor allem eine Forschungseinrichtung. Seit 1983 veranstaltet das ASPR jährlich eine internationale Sommerakademie, die sich mittels Vorträgen, Podiumsdiskussionen und Workshops mit einem friedenspolitischen Hauptthema auseinandersetzt und dieses der Öffentlichkeit näherbringen soll. 1987 gründete das ASPR mit Hilfe von europäischen UNESCO-Organisationen das European University Center for Peace Studies (EPU), welches bis 2014 das Master-Programm „Peace and Conflict Studies“ anbot.
Seit 1992 entwickelt und implementiert das ASPR Programme zur Ausbildung von zivilen Einsatzkräften für Friedenseinsätze in Konfliktregionen, unter anderem für die UNO, die OSZE und die EU. 1995 erhielt das ASPR gemeinsam mit dem EPU den UNESCO-Preis für Friedenserziehung. Im Jahr 2000 wurde mit der vom ASPR gestalteten Landesausstellung „Krieg oder Frieden. Vom Kult der Gewalt zur Kultur des Friedens“ die Grundlagen für das Europäische Museum für Frieden auf Burg Schlaining gelegt. 2019 wurde das Friedensmuseum geschlossen, um für die burgenländische Landesausstellung 2021 – „Wir sind 100“ – Platz zu schaffen.
2001 nahm die EU-Kommission das Angebot des ASPR an, Trainings für EU-Missionen zu unterstützen. Das ASPR wurde damit beauftragt, europaweite Trainingsstandards und harmonisierte Trainingsangebote gemeinsam mit anderen europäischen Trainingsinstitutionen zu entwickeln. Auf diesem Projekt basieren bis heute alle Trainingsangebote der EU für zivile Fachkräfte, und das ASPR ist nach wie vor aktives Mitglied in den EU-Trainingskonsortien.
Es wurden außerdem Aktivitäten im Bereich der Friedenspädagogik ausgebaut; seit 2007 bietet das ASPR mit den „Friedenswochen“ Training für Schüler und Lehrer an.
Seit 2010 koordiniert das ASPR das zivilgesellschaftliche Engagement im sogenannten 3C-Prozess, der Beteiligte aus Ministerien und zivilgesellschaftlichen Organisationen zusammenbringt, um ein abgestimmtes Vorgehen in den Bereichen der österreichischen Entwicklungszusammenarbeit, humanitären Hilfe sowie Friedensförderung in „fragilen Kontexten“ zu stärken.
Seit 2013 ist das ASPR Trägerorganisation des bisher einzigen gesamtösterreichischen „3C-Projekts“: In Kooperation mit dem Bundesministerium für europäische und internationale Angelegenheiten (vertreten durch die Austrian Development Agency) und dem Bundesministerium für Landesverteidigung implementiert das ASPR gemeinsam mit dem Kofi Annan International Peacekeeping Training Centre in Ghana ein Projekt für die Stärkung der Kapazitäten von Fachkräften für humanitäre Assistenz in Westafrika.

## Organisation
Das ASPR ist als privater, gemeinnütziger, überparteilicher und unabhängiger Verein organisiert. Präsident war bis März 2019 Peter Kostelka, ihm folgte Norbert Darabos in dieser Funktion nach.
Auf der Burg Schlaining hat das ASPR neben den Büroräumlichkeiten ein Konferenz- und Seminarzentrum eingerichtet und betreibt das Europäische Friedensmuseum. Im Zuge der Gründung wurde die ehemalige Synagoge von Schlaining erworben und renoviert sowie zu einer Bibliothek für Friedensforschung umgebaut. Daneben befinden sich das „Haus International“ mit Wohn- und Seminarräumen für die Studierenden des EPU und das Seminarhotel „Hotel Burg Schlaining“ im Besitz des Vereins. Das ASPR hat zudem einen weiteren Standort in der Bundeshauptstadt Wien.

## Forschung
Einen Forschungsschwerpunkt bilden die seit 1984 jährlich stattfindende Konferenz „State of Peacebuilding“. Die internationale Tagung setzt sich mit jeweils einem aktuellen Thema der Friedens- und Konfliktforschung auseinander. Zudem betreibt das ASPR Forschungsprojekte, die sich vor allem mit Friedensprozessen, Konflikttransformation und Peacebuilding auseinandersetzen.

## Publikationen
Neben internationalen akademischen Veröffentlichungen betreibt das ASPR zwei eigene Publikationsreihen, die ASPR Reports, die sich aus Veranstaltungen heraus ausführlich mit einem Thema auseinandersetzen, und die ASPR Briefings, eine Kurzpublikation, die sich vor allem an politische Entscheidungsträger richtet.

## Belege
1. ↑  C. Ehrenhuber (2012): Securitized Development? Eine kritische Analyse des Sicherheitsaspektes in der österreichischen Entwicklungspolitik. Diplomarbeit an der Universität Wien 2012, S. 106f.
2. ↑  Gemeinsam. Für unsere Welt. Dreijahresprogramm der österreichischen Entwicklungspolitik 2019 – 2021, September 2018. S. 18.
3. ↑  SDG Watch Austria: Agenda 2030 und Humanitäre Hilfe in Westafrika – ein österreichischer Beitrag. Abgerufen am 14. April 2021.
4. ↑  Austrian Development Agency: Humanitäre Hilfe: gewusst wie. Abgerufen am 14. April 2021.
5. ↑  BMLVS-Abteilung Kommunikation – Referat 3: Bundesheer schult Militär, Polizei und Zivilgesellschaft in Westafrika. Abgerufen am 14. April 2021.
6. ↑  Darabos nun ehrenamtlicher Präsident des Friedensinstituts Schlaining. Artikel vom 19. März 2019, abgerufen am 19. März 2019.

Koordinaten: 47° 19′ 19,9″ N, 16° 16′ 48″ O